# Imagen Astronómica del Día
La Imagen Astronómica del Día es la traducción del sitio en inglés Astronomical Picture of the Day (APOD), una web servida por la NASA y la Universidad Tecnológica de Míchigan (MTU). Empezó en 1995 y desde entonces ha ofrecido un servicio ininterrumpido con fotografías astronómicas de calidad.
Tal como se especifica en el sitio, cada día una imagen o fotografía diferente del Universo o relacionada con la astronomía se explica por parte un astrónomo profesional.
La traducción de su versión al español está sujeta a licencia Creative Commons. El servicio está mantenido desde 1995 por Alex Dantart.
Existen también otras traducciones en otros idiomas oficiales de España, como el catalán o gallego.
La APOD está siendo traducida a 20 idiomas diferentes y es ofrecida por un total de 27 sitios espejo distintos. Actualmente solo la traducción al español ofrece el catálogo completo de APOD traducido.